# سیارک ۱۰۰۹

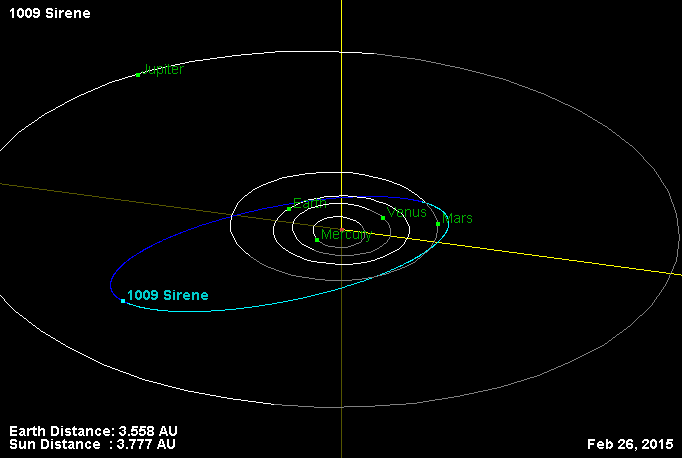
مدار سیارک 1009

سیارک ۱۰۰۹ (به انگلیسی: 1009 Sirene، نامگذاری:1923PE) هزار و نهمین سیارک کشف شده‌است که در ۳۱ اکتبر ۱۹۲۳ و در هایدلبرگ کشف شد.
قدر مطلق سیارک برابر ۱۴٫۷۰ است.